# Petrinale
Il petrinale o pettrinale (pétrinal in lingua francese, pedrenyal in lingua catalana e pedernal "pietra focaia" in lingua spagnola) è un'arma da fuoco portatile, in uso alle forze di cavalleria tra la seconda metà del XVI secolo ed il XVII secolo. Ha calcio molto ricurvo, meccanismo di accensione generalmente a ruota e canna di lunghezza intermedia fra quella della pistola e quella dell'archibugio.

## Storia
Il petrinale venne sviluppato nel tardo XVI secolo da armaioli della Catalogna poi soprannominati pedreñaleros (pedranyalers o pedrinyalers). Arma versatile e molto affidabile, per gli standard dell'epoca, inizialmente destinata ai nuovi corpi di cavalleria pesante espressamente deputati all'uso delle armi da fuoco (v. Reiter), il petrinale ebbe una notevole diffusione, divenendo arma prediletta dai briganti dell'epoca. Nel 1603 la produzione di queste armi, in Spagna, venne proibita poiché ben 300 persone erano state assassinate utilizzando dei petrinali.
Forte, nella linea estetica dell'arma, è il contrasto tra la lunghezza della canna, a mezza via tra quella di una normale pistola e quella di un archibugio, ed il calcio. Nei primi modelli, il calcio era molto ricurvo, a "coda di pesce", e solo nel XVII secolo assunse forma ovale, simile a quella delle pistole. La curvatura accentuata del calcio serviva per facilitare l'appoggio dell'arma al petto del cavaliere durante il tiro.
Il petrinale cadde in disuso al volgere del Seicento, venendo soppiantato da pistole da fonda più potenti e precise e dalla carabina.